# Phyprosopus tristriga
Phyprosopus tristriga là một loài bướm đêm trong họ Erebidae.